# Kawasaki VN700 Vulcan
Kawasaki Vulcan VN700-A1 (V-Twin Cruiser) – motocykl produkowany wyłącznie w 1985 roku w dwóch wersjach:
1) VN700-A1L (Ca) - "California Model" – z instalacją filtra węglowego (wyższe wymogi ekologiczne – pochłaniacz par)
2) VN700-A1 (US) – standard US
VIN: JKAVN6A1*FA000001
(*) oznaczenie literowe oznaczające model ramy

Cechą charakterystyczną modelu VN700-A1 i A1L jest silnik pomalowany na czarno.

## Historia
Po wielu mniej lub bardziej udanych próbach w 1984 roku powstał pierwszy silnik kawasaki w układzie V. Silnik od 1985 roku montowany był w średnim motocyklu typu Cruiser. Dla firmy Kawasaki był to motocykl rewolucyjny: pierwszy cruiser i pierwszy silnik V.
Z powodu ograniczeń taryfowych w Stanach Zjednoczonych dla japońskich motocykli powyżej 750 cc, początkowo pojemność została ograniczona do 699 cc. Silnik otrzymał też charakterystyczny czarny kolor (do dziś jest to wyróżnik pozwalający od razu poznać silniki z 1985r). W 1985r motocykl z czarnym silnikiem i pojemnością 749cc występował jedynie w Kanadzie (VN750-A1).
W 1986 ograniczenie zniesiono i motocykl od tego roku był sprzedawany w zwykłej pojemności 749cc.
Motocykl był produkowany aż przez 22 lata praktycznie bez większych zmian! Jest to chyba najlepszym dowodem na to, że konstrukcja była bardzo udana. Nie bez znaczenia jest stylistyka motocykla. Projektanci Kawasaki (na szczęście) nie starali się naśladować zachodnich wzorców. Vulcana VN 700 / 750 do dziś nie sposób pomylić z żadnym innym motocyklem.

## Dane techniczne
długość - 2,295m
szerokość - 850mm
wysokość - 1,225m
rozstaw osi - 1,580m
prześwit - 150mm
wysokość siodła - 735mm
Masa motocykla bez płynów eksploatacyjnych (dry):
(Ca) - 219,5 kg
(US) - 219 kg

masa motocykla gotowego do drogi:
(Ca)
przód 108,5kg
tył 128kg
(US)
przód 108kg
tył 128kg

Pojemność zbiornika paliwa - 13,5 l
Zdolność pokonywania wzniesień - do 20 stopni
Długość drogi hamowania z 50km/h - 12,5m
Promień skrętu - 2,9m

Silnik
DOHC dwucylindrowy w układzie V
5 - biegowy z mokrym sprzęgłem
napęd na koło wałem kardana
chłodzony cieczą
pojemność 699cm³
stopień kompresji 10,3
gaźnik Keihin CVK 34 x2
motocylkowy olej silnikowy 4l. - min. SF SAE 10W/40, 10W/50, 20W/40, 20W/50
olej przekładniowy 150ml API GL-5 75W/90
świece - 4szt. NGK DP7EA-9 lub Denso X22EP-U9 (po dwie na cylinder) odstęp elektrod 0,9mm

Fabryczny czas na ¼ mili = 13,78sec. (152,2km/h)
Prędkość na ½ mili = 180km/h
Prędkość maksymalna = 161km/h

Przyspieszenie:
0-30 mph - 1,9sec.
0-40 mph - 2,7sec.
0-50 mph - 3,7sec.
0-60 mph - 5,0sec.
0-70 mph - 6,5sec.
0-80 mph - 8,8sec.
0-90 mph - 12,1sec.

Spalanie: min 5l/100km, max 6,5l/100km średnio 5,5l/100km
Koła i ogumienie
Przód - 100/90-19 57H (ciśnienie 1,9bar)
skok zawieszenia 150mm
Tył - 150/90-15 74H (ciśnienie 2,2bar)
skok zawieszenia 90mm

Akumulator
YB14L-A2 14Ah 12V